# 熱風団地
『熱風団地』（ねっぷうだんち）は、大沢在昌の小説である。
産経新聞の連載小説として2020年4月1日から連載中。2020年11月20日にて連載が終了。

## あらすじ
主人公の佐抜克郎はある日、NPO団体南十字星の坂東から「ベサール国の王子を探して欲しい」と依頼された。
王子を探す手掛かりは顔写真と佐抜がベサール語を話せることだけだった。まず佐抜はベサール語を専攻した大学の杉本教授に助言を求めた。坂東からはアシスタントして一人の女性を紹介される。ベサール人とのハーフだったが、佐抜がファンだった女子プロレスラーのレッドパンサーでもあった。日本にいる数少ないベサール人のうちルーはヒナの叔父にあたる知り合いだった。ルーはさらにウーをウーはマハドを紹介した。マハドはアジア団地で食料品店を営んでいる。マハドは王子の居場所を知っていると告げるが、高い情報料を請求して、佐抜が資金を下すためにコンビニエンスストアに引き返すとその場からいなくなっており、自治会に団地から追い出される。
次は、ヒナのフィリピン人の友人の知り合いのジェイに接触する。後輩のリンは王子と友人で、佐抜は王子とベサール語でコンタクトを取る。しかし、王子は人のいい佐抜に居場所を教えずに嘘をつく。
ジェイの知り合いでアジア団地の自治委員のダニエルを紹介する、クワンに対するレジスタンス組織の存在が明らかになる。佐抜らは、王子がけしかけたチンピラに脅されるが、ヒナが関節を捕まえて逆に王子の居場所を聞き出した。王子は佐抜と合って、母が中国人に誘拐されたことを伝える。同時に中国政府からアジア団地の自治会が、住民を人質に王子を引き渡すことを要求する。
佐抜は杉本教授の知恵を借りて、王子を自治会に引き渡しておいて、密かに脱出させる策を巡らせる。自治会に軟禁された王子を脱出させるのにマハドがレジスタンスの一員だとして協力する。
坂東は佐抜にアメリカ国務省から非公式にベサール王が病死したことを伝える。王子はヒナから事実を告げられる。たとえベサールが民主化しても、現在の独裁政権下でも王子の境遇はままならない。ルーは王子がベサール人から日本人に帰化すれば、王族の柵を抜け出せると提案する。またマハドはベサール民主化の選挙のために王権が必要で、日本政府に王子を保護することを求めた。
佐抜らは王子を脱出させるために、アジア団地の裏から侵入するが、ヒナが藪を苦手としており後から合流することになる。王子は軟禁されているときに泥酔しており、マハドを落胆させる。マハドはBLCの会議によって王子の意思を確かめたいと考えた。ヒナは中国政府からのグオと山本によって捕まってしまう、佐抜はヒナを助けるためにヒナがCIAのエージェントだと嘘をついて交渉してヒナを助け出す。
佐抜らは王子をアジア団地から脱出させるが、ルーが王子の情報を中国に売り、BLCの会議の場所を偽って誘導する。佐抜とヒナ、王子はそこでグオと山本らと対峙する。
王子はグオの要求を受けてベサールの王位を継がないという誓約書を書くフリをして、佐抜とヒナの安全を確保しようとする。
佐抜は、谷口や教授からの連絡を警察関係のエージェントのやり取りに仕立てて、人質から抜け出そうと工夫する。山本の帰りが遅くなっている。グオが溜らずに駆けつけると、ルーが山本の身柄を拘束して、佐抜らを迎えに来た。
ルーが中国からの追跡を撒くための作戦だったことをして、ルーはBLCの日本支部長であることを明かし、本当のBLCの会議が押上で行われることを伝える。
BLCの会議は遅れて開かれることになるが、グオと山本によって王妃が人質に取られているので、グオを表向きには逮捕しないとして受け入れ、王子がベサール王位を叔父に譲るという宣言と引き換えに、王妃を開放する段取りとなった。騙されたグオは逆上するが、控えていた警察に捉えられ、改めて王子がベサール王位を継承する宣言がなされた。
王子と王妃は南十字星によって一時保護される。送迎の車に山本が隠れていて、教授を人質にして王子の奪還を図るが、佐抜の機転により山本の身柄が確保された。
ヒナは日本国籍に帰化しやすいという条件でこの依頼を受けていたが、それを取り下げることにした。佐抜は谷口から警察関係に就職することを薦められ、ヒナとの絆を考えればまんざらでもないと考えた。

## 登場人物
佐抜克郎
本作の主人公。小さな旅行代理店を経営している男性。大学時代はベサール語を専攻しており、ベサール語が堪能。元々は外務省に就職する事を希望していたが、生来のあがり性な性格が災いし失敗した。年齢は初登場時で34歳。プロレスファン。当時の携帯電話で撮影したレッドパンサーがチャンピオンになったときの画像をメモリに保存している。
ヒナ
ベサール人と日本人の間に生まれたハーフの女性。ベサール国の王子捜索の件で佐抜の仕事上の相棒となる。元女子プロレスラーで、当時のリングネームは「レッドパンサー」。年齢は初登場時40歳。レスラー時代は年齢を若く詐称していた。彼女もベサール語は話せるが、ベサール国やベサール人に対してあまり良い印象を持っていないらしく、「ベサール人はいい加減な人が多い」と話すなど、冷めた反応をしている。チンピラを相手にしても関節を外して無力化するなど格闘能力に長けているが、クモなどの虫が苦手で裏庭の藪の中に入ろうとしなかった。ペーパードライバーで運転は苦手としている。
ルー
ヒナの叔父でベサール人。明朗快活な人物だが、金銭にルーズな面がある。パチンコスロットをするのが趣味。東京都江戸川区篠崎の居酒屋「たいほう」では、ベサールの王権を支持するわけでもなくクワンが指導者でなければ、日本にいるベサール人の中では経済的に商売ができないため、独裁者クワンを快く思っている人はいないとして、他には誰でもいいという見解を話していた。ぼろぼろのトラックと佐抜のレンタカーをカモフラージュのために交換した。
ケント
ベサール国王と日本人の母との間に生まれた、ベサール国の王子。16歳。本名はアリョシャ・ケント。現在は日本で生活しているが、学校には通っていない。日本では外国人のコミュニティの友人たちと遊んだり、ナンパをしたりと自堕落な生活をしている。鼻すじの通った端正な顔つきで母親ではなく父親に似ている。ベサール語でハミハミ(悪ガキ)と呼ばれている。千葉市中央区の歓楽街、富士見二丁目の「マタドール」を根城にしている。佐抜にはあえて千葉県でなく東京都渋谷にいると嘘をついたが、見破られてしまった。ベサールの王位を継ぐ意思がないことをBLC(ベサール解放会議)で表明する意向をもっている。
王妃
本名はアリョシャ・シオリ(旧名長谷部紫緒里)。
海外旅行でベサールを訪れた日本人のOLで、ベサール王の第二夫人になって日本国籍を離脱した経歴を持つ。
千葉県の館山自動車道の市原インターの住宅街に家がある。実家は、そこから北東の千葉市との境にある。
坂東と面識がある。
南十字星から定期的に連絡しているが、ケントが家出したことが明らかになってから連絡は取れなくなった。それ以後家と実家を訪れた佐抜からも連絡はついていない。中国政府側のグオと山本によって連れ去られた。
ベサール王
アリョシャ・イグナ六世、健康問題が思わしくないがクワン政権によって海外で治療を受けられない状態にあり、その安否は国際情勢に変化をもたらすとして各国が注目していた。ベサール政府は、国王が死去したことを公にはしていないが、坂東から佐抜へアメリカ国務省を通じての知らせで伝えられた。
ケントにはヒナが国王の死を伝えた。
佐抜の母
現在は再婚し、再婚相手の経営するスナックでママを勤めている。再婚相手は嫉妬深い面があり、彼女が客と親しげにしていると不機嫌になって客とトラブルになる事が多いという。明るく社交的な性格。
阪東武士
外務省の外郭団体、NPO法人「南十字星」東京本部の中間管理職。ベサール語は発音が悪く、ほとんど話せない。代わりにベサール語に堪能な佐抜に手付金20万円を用意してまで、王子の捜索を依頼した。同時にベサール王妃の身柄も中国から確保しようと画策しているが、うまくいっていない。東京都大田区に王子を保護する場所を用意している。
谷口
国家安全保障局(NSS)の所属。警視庁とコネがある。坂東の上司。ヒナが人質になった時には冷淡な態度をとって佐抜を怒らせた。王位継承宣言の折には報道関係者に変装して佐抜らに協力した。
杉本教授
佐抜にベサール語を教えた教授。エスニック料理が趣味だが、独特の味覚があり佐抜は苦手に思っている。王子ケント発見後は、アジア団地に形だけ出頭させ隙をついて脱出する計画を立案した。レッドパンサーとしてのヒナのことはよく知らない。
ウー
千葉県袖ケ浦市にあるラーメン屋「琉軒」の主人。あまり流行っていないようで暇そうにしている。ベサール人のひとり。スタミナラーメンはニンニクと魚醤の香りが強烈で、ヒナは好物だが、佐抜は苦手のようだ。
マハド
アジア団地で食料品店「アヤラ」を営んでいる。ベサール語で古里の意味。ベサール国以外の商品も取り扱っており。インドネシア語で「テレマカシ」と挨拶した女性客がいる。ウー曰くマハドは商売が上手で、お店も繁盛しているとのこと。BLC(ベサール解放会議)のメンバー。ケントが地下牢で泥酔しているのを見て、王族はベサール人のために何も考えてくれないと落胆したが、王権を反クワン政権の旗印にする考えは依然として持っている。
BLC(ベサール解放会議)
独裁者クワンからのベサール国民の解放を目的にしており、まずはベサール国で民主的な選挙を実施するための準備をしている。ベサール解放会議の会合場所は佐抜達には教えられていないようだ。
リン
ケントの友人。アジア団地に住んでいる。ケントと電話番号を知っており連絡が取れる。団地の地下室に軟禁されたケントに缶チューハイを差し入れたが、それがケントの泥酔の原因になってしまった。おばあちゃんが冷蔵庫にとっておいた酒を分けたと言い訳をしている。
ジェイ
ヒナの友人、マリアの弟の同級生、21歳。タガログ語を話す。大型のバイクに乗っている。ケントの交友関係を後輩の人脈から知っている。ヒナ曰くすれていない、団地に住んで2、3年すれば変わるという。
チョウ
自治会を専業にしている。背が高く、頭がちょっと剥げている。中国とパキスタンのハーフ。昔から自治会にいる。
カーン
自治会を専業にしている。大きくて腕っぷしが強い。ジェイの友人が逆らって殴られた。
グオ
中国政府の要員。中国の諜報機関、国家安全局に所属してる。髪が薄い方であまり喋らない。ケントの自宅に現れて王妃を連れ去った。
山本
中国政府の要員。ケントの自宅に現れて王妃を連れ去った。独裁者クワンと面識があり、彼が貧しい漁師から軍隊の大佐にまで出世した生い立ちもよく知っている。

## ベサール国について
ベサールはインドネシアのボルネオの北、南シナ海に位置する複数の島からなる国。クワン政権によって政情は安定し、天然ガスや金の産出で、経済も比較的豊かだという。
飛行機の直行便はなく、中国またはベトナム、フィリピンなどから行く二通りの渡航ルートがある。
総人口は八百万人に満たない。
ベサール国は多民族国家で、ベサール語が共通語になっている。ダヤン族、マニー族、イグナ族、マレー人、中国人などで構成され、独裁者クワンは最大人口のダヤン族の出身、王族はイグナ族が担っている。
南シナ海のスプラトリー諸島では6か国(中国・台湾・ベトナム・マレーシア・フィリピン・ブルネイ)の中で特に中国が領有権を主張しており、影響は軍事面・経済面だけでなく観光分野にまで及ぶ。

## アジア団地について
パキスタン人の学者が計ったところ東西に20メートル、南北に200メートル、一万平米の広さがある。
人口は住民登録では1500人になっているが、実際には不法滞在を含めて2000人以上いる。
中国、ベトナム、ミャンマー、カンボジア、インド、インドネシア、トルコ、パキスタン、タイ、フィリピンと、数多くの国の住民が住んでいる。在留資格をもつことが入居の条件になっているが、資格を持っていない浮浪者を受け入れるシェルターにもなっている。
アジア団地は通称で最寄りのバス停の名前は「上総ニュータウン」という。
団地はクリーム色を基調にした長方形。それを囲うように赤や青、橙やピンクなどの天幕やビーチパラソルの屋台で溢れかえっており色の洪水となっている。エレベーターのない五階建て。窓の数から各階に四部屋入っていると想定される。敷地内には三十棟以上ある。中心部を縦に貫く太い通りがメインストリートになっている。自動車は走る隙間が鳴く、道の左右に屋台がある。
自治会という組織があり、大人も子供も月500円の会費で運営され、怪我で働けなくなった人や老人の世話をする。団地内を巡回している専業の要員は3、4人で、ボランティアを含めると20、30人。